# Affaire des frères Jourdain
 (décembre 2018).
Pour les articles homonymes, voir Jourdain (homonymie).
L’affaire des frères Jourdain ou affaire Jourdain est une affaire criminelle française qui a défrayé la chronique en 1997, à la suite de la disparition de quatre jeunes filles de 16 à 20 ans dans le Pas-de-Calais.

## Faits, enquête et procès
Les sœurs Merlin (Peggy, née le 15 mai 1977 et Amélie, née le 16 février 1980) et les sœurs Rufin (Audrey, née le 28 octobre 1979 et Isabelle, née le 18 mai 1976) se rendent déguisées au carnaval du Portel dans le Pas-de-Calais, dans la nuit du 11 février au 12 février 1997. Le lendemain, Laure Lamotte, mère adoptive d'Isabelle et d'Audrey, et Marie-Josée Merlin, veuve, mère de Peggy et d'Amélie, s'inquiètent car elles n'ont plus de nouvelles de leurs filles après la fête qui se poursuivait dans la commune voisine d'Équihen-Plage. Elles contactent la police de Boulogne-sur-Mer qui ouvre une enquête pour « disparitions inquiétantes », même si cette dernière et le procureur de la République privilégient la thèse de la fugue.
Au bout de deux jours, les familles entament des recherches de leur côté, ce qui permet d'avoir des témoignages, notamment sur un fourgon blanc Peugeot J5 suspect le soir du drame. Remontant la piste de cette camionnette, les policiers arrêtent deux ferrailleurs de Dannes, âgés de 35 et 37 ans, Jean-Michel (né le 30 janvier 1962) et Jean-Louis Jourdain (21 juin 1959 - 6 mars 2019), neuf jours après la disparition. Déjà condamnés, l'un pour « attentat à la pudeur avec violence » et meurtre,, l'autre pour trois viols (ils ont bénéficié d'une libération par anticipation), ceux qui seront surnommés par l'avocat général Luc Frémiot « les frères siamois de l'horreur » ou par les médias « les monstres du Boulonnais », sont interrogés. Depuis longtemps, ceux-ci et leur famille sont considérés comme des marginaux violents dans leur village où ils vivent dans une maison délabrée, sans salle de bains ni toilettes, située dans la rue du Stade,, élevés par Louis Jourdain, maçon, et Jeanne, dans un univers asocial. Les enquêteurs dirigés par le commissaire Romuald Muller y découvrent notamment le fourgon repeint en bleu et deux pièces à conviction, une boucle d'oreille et son fermoir appartenant à Audrey Rufin,.
En garde à vue le 20 février 1997, le frère cadet Jean-Michel ne lâche rien, mais un enquêteur psychologue fait appel à l'humanité de Jean-Louis, atteint d'une légère déficience intellectuelle, en lui évoquant sa petite sœur qui elle, a une sépulture. Ce dernier finit par avouer l'endroit où se trouvent les corps : la plage de Sainte-Cécile, près du Touquet, à proximité d'une casemate allemande de la Seconde Guerre mondiale.
Le 21 février 1997, les corps des jeunes filles, rhabillés à la hâte, sont effectivement retrouvés tête-bêche dans une fosse recouverte de sable à Sainte-Cécile. Les frères y ont enterré les filles après les avoir enlevées alors qu'elles faisaient de l'auto-stop.
Les autopsies montrent des signes importants de violence sur Isabelle et de viol sur les trois autres, les quatre ayant été étranglées mais du sable retrouvé dans les poumons de Peggy montre qu'elle a été enterrée vivante. L'horreur du crime (actes de barbarie) a un écho important dans la région et la maison familiale des Jourdain fut même incendiée. Le fait qu'ils soient récidivistes en rajoute à la colère de la population.
Les deux frères, après s'être rejeté la responsabilité du viol et du meurtre des jeunes adolescentes, sont finalement condamnés le 27 octobre 2000 à la demande de Luc Frémiot, magistrat chargé de l'affaire, à la réclusion criminelle à perpétuité assortie de périodes de sûreté de vingt-deux et vingt ans pour enlèvements, séquestrations, viols et assassinats. La peine est définitivement confirmée le 27 mars 2002, à l'issue du procès en appel. 
L'enquête ne permettra pas d'établir la préméditation, mais l'achat du véhicule s'est produit quelques jours avant le quadruple enlèvement et une témoin raconta comment le conducteur d'une camionnette similaire avait semblé la suivre de façon suspecte quelques jours plus tôt.
Laure Lamotte est décédée le 24 novembre 2012 à l'âge de 80 ans, Marie-Josée Merlin le 5 novembre 2017 à l'âge de 62 ans. Jean-Louis Jourdain, incarcéré au centre pénitentiaire de Caen depuis 2003, meurt au CHU de cette ville, d'une longue maladie à l'âge de 59 ans le 6 mars 2019.

## Articles de presse
- Article publié le 29 juillet 1999 dans Le Télégramme.
- « JUSTICE. ASSISES. Les frères Jourdain comparaissent devant la cour de Saint-Omer, accusés d'un quadruple assassinat » Article d'Élisabeth Fleury publié le 16 octobre 2000 dans L'Humanité.
- « Procès. La cour d'assises de Saint-Omer a entendu, hier, les frères Jourdain » Article d'Élisabeth Fleury publié le 17 octobre 2000 dans L'Humanité.
- « Procès Jourdain : deux frères très différents » Article publié le 17 octobre 2000 dans Le Télégramme.
- « La perpétuité pour les frères Jourdain » Article de Françoise-Marie Santucci publié le 28 octobre 2000 dans Libération.
- « Réclusion à perpétuité pour les frères Jourdain » Article d'Emmanuelle Maurel publié le 28 octobre 2000 dans Le Parisien.
- « France Le meurtre de quatre jeunes filles en appel Les frères Jourdain rejugés » Article d'Eddy Surmont publié le 19 mars 2002 dans Le Soir.
- « Les Jourdain condamnés à perpétuité » Article publié le 28 mars 2002 dans Le Parisien.
- « Étranges aveux en appel d'un frère Jourdain » Article publié le 21 mars 2002 dans Libération.
- « L'incroyable révélation de Jean-Michel Jourdain » Article de Geoffroy Tomasovitch publié le 21 mars 2002 dans Le Parisien.

## Documentaire radiophonique
- « Les frères Jourdain », épisode d'Affaires sensibles diffusé le 14 novembre 2023 sur France Inter.

## Documentaires télévisés
- « Les frères Jourdain, meurtre au carnaval » de Marie Laure Gendre, présenté par Christophe Hondelatte en avril 2006 dans Faites entrer l'accusé sur France 2.
- « Les frères siamois de l'horreur » diffusé le 17 janvier 2010 dans Affaires criminelles sur NT1.
- « Isabelle, Audrey, Peggy et Amélie » troisième reportage du « Spécial : ils ont récidivé » dans Crimes diffusé le 6 avril 2015 sur NRJ 12.
- « Affaire Jourdain : les frères siamois de l'horreur » (premier reportage) le 14 mai 2016 dans Chroniques criminelles sur NT1.
- « Affaire Jourdain : le carnaval de l'horreur » le 27 janvier 2024 dans Au bout de  l'enquête, la fin du crime parfait ? sur France 2.